# Tillandsia walteri
Tillandsia walteri är en gräsväxtart som beskrevs av Carl Christian Mez. Tillandsia walteri ingår i släktet Tillandsia och familjen Bromeliaceae. Inga underarter finns listade i Catalogue of Life.